# バリ島沖海戦
バリ島沖海戦（バリとうおきかいせん）は、太平洋戦争中の海戦で、蘭印作戦の一局面である。
1942年（昭和17年）2月19日深夜から2月20日夜明け前にかけて、連合国軍艦隊が日本軍のバリ島攻略船団を攻撃したが、日本海軍の駆逐艦4隻に撃退された。
アメリカ軍呼称はバドゥン海峡海戦（Battle of Badung Strait）。

## 概要
バリ島沖海戦は、太平洋戦争初期の1942年（昭和17年）2月19日から2月20日にかけて、バリ島沖で行われた海戦。
ジャワ島攻略の前段階として、バリ島の攻略と同島飛行場確保を企図する日本軍に対し、連合軍は水上艦艇・潜水艦・航空機を投入して反撃した。特にカレル・ドールマン少将指揮下の連合軍艦艇（巡洋艦3、駆逐艦7）や魚雷艇部隊は日本軍輸送船団を攻撃するため、逐次バリ島に進撃した。連合軍は戦力で勝っていたが部隊間の連携がうまくゆかず、船団を護衛していた日本海軍の第8駆逐隊（第1小隊〈朝潮、大潮〉、第2小隊〈満潮、荒潮〉）に撃退された。日本軍はバリ島占領により有力基地を確保し、ジャワ攻略作戦を有利に進めた。

## 経緯
1942年（昭和17年）1月下旬、日本軍はジャワ島攻略のための飛行場確保を目的として、当初は予定になかったバリ島の攻略を決めた。
第十一航空艦隊はボルネオ島バンジャルマシンよりもバリ島に飛行場を建設した方がのちのちの利点が大きいと熱心に主張し、これに蘭印部隊司令部や南方軍総司令部も同意、バリ島海路攻略とバンジャルマシン陸路攻略が決定したのである。マニラでの陸軍第十六軍司令官今村均中将と第三艦隊司令長官高橋伊望中将の協定は1月23日に成立したが、ジャワ島攻略作戦の発動遅延により、バリ島攻略作戦の日程も延期された。
攻略に当たる海軍部隊は、第一根拠地隊司令官久保九次少将ひきいる支援隊（軽巡洋艦長良、第21駆逐隊〈若葉、子日、初霜〉）、攻略隊（第8駆逐隊〈第1小隊〔大潮、朝潮〕、第2小隊〔満潮、荒潮〕〉、第五設営班、陸軍輸送船2隻〈相模丸、笹子丸〉）、補給部隊（マカッサル海峡部隊〈筑紫、蒼鷹、第2駆潜隊、第1号駆潜艇〉、ケンダリー部隊〈白山丸、君島丸、第52駆潜隊、第1駆潜隊、いくしま丸〉）、さらに第8駆逐隊による第一次急襲作戦成功後は、長良を旗艦とする第二次輸送作戦が実施されるという兵力配置となった。
当時の第8駆逐隊各艦は、第8駆逐隊司令阿部俊雄大佐（海軍兵学校46期）、大潮駆逐艦長吉川潔中佐（海兵50期）、朝潮駆逐艦長吉井五郎中佐（海兵50期）、満潮駆逐艦長小倉正味中佐（海兵51期）、荒潮駆逐艦長久保木英雄中佐（海兵51期）が指揮していた。
バリ島攻略に投入される陸軍部隊は、第48師団の一部を抽出した金村亦兵衛少佐指揮の支隊（台湾歩兵第一聯隊第三大隊、山砲1個小隊、独立工兵1個小隊：歩兵1個大隊基幹）と決定し、輸送船2隻（相模丸、笹子丸）に乗船することになった。

## 作戦発動
1942年（昭和17年）2月中旬のマカッサル海峡は天候不順だったため航空隊の活動が制限され、蘭印部隊指揮官高橋中将は2月16日にバリ島作戦を1日延期した。17日も天候不良で、陸上攻撃機は攻撃を中止した。待ち切れなくなった久保少将は2月18日攻略発動（19日泊地進入）を決定、作戦を開始した。
2月18日午前1時、陸軍支隊を乗せた輸送船2隻（笹子丸、相模丸）は第8駆逐隊（駆逐隊司令阿部俊雄大佐）所属の駆逐艦3隻（大潮〈司令駆逐艦〉、朝潮、満潮）に護衛され、マカッサル泊地を出航した。マカッサルの讃岐丸水上機や、第二十三航空戦隊（バリクパパン）の戦闘機が上空援護を担当した。
途中で対潜掃蕩のため先行していた駆逐艦荒潮と合流し18日2300時バリ島サヌール泊地着、2月19日0015に同泊地へ進入して上陸を開始した。19日の日の出は午前7時22分であった。上陸に対して抵抗はなく、未明には日本軍金村支隊がデンパッサル兵営を占領、午前11時30分に飛行場を占領した。
陸上部隊が順調に戦闘を続ける中、停泊中の艦艇は連合軍の空襲を受けた。
小数機による反覆攻撃で相模丸が被弾、片舷航行可能状態となる。笹子丸も小破した。1630、大潮は敵潜水艦から雷撃されたが回避した。
1700、輸送船の揚陸はほとんど終了、空襲を避けるため3隻（大潮、朝潮、笹子丸）は一時ロンボック海峡北側へ退避、損傷した相模丸は第8駆逐隊第2小隊（満潮、荒潮）に護衛されてマカッサルへの退避を開始した。
一方の連合軍は、哨戒中だったイギリスの潜水艦トルーアントとアメリカの潜水艦シーウルフにより、日本軍の攻略船団を発見していた。2月17日、連合軍海軍部隊指揮官ヘルフリッツ蘭海軍中将は、カレル・ドールマン少将に日本軍輸送船団撃退を命じた。だが、ドールマン少将麾下の艦隊は2月15日のガスパル海峡空襲（空母龍驤の艦載機および基地航空隊の攻撃によるもの）によって撃退されてきたばかりであり、各地に分散していた。2月17日には陸攻部隊が商船スロエト・ヴァン・ベレルを、龍驤艦攻10機がオランダの駆逐艦ヴァン・ネスを撃沈していた。
やむなくドールマン少将はジャワ島チラチャップの艦艇で第一攻撃隊（デ・ロイテル、ジャワ、ピート・ハイン、ジョン・D・フォード、ポープ）、ジャワ島スラバヤのオランダの軽巡トロンプと、スマトラ島タンジュンカランの駆逐艦4隻で第二攻撃部隊（トロンプ、スチュワート、パロット、エドワーズ、ピルスベリー）を編成し、第一攻撃部隊と第二攻撃部隊は各個にバリ島の日本軍輸送船団攻撃を目指すことになった。また、第三部隊としてオランダの魚雷艇も出撃することとなった。
米駆逐艦4隻は2月17日-18日にタンジュンカランを出港してジャワ海を東進、トロンプと合流後、2月19日夜にバリ海峡を南下してバリ島南方へ進出した。ドールマン少将率いる軽巡2隻、米駆逐艦2隻、蘭駆逐艦2隻は2月18日2330にジャワ島南部チラチャップを出撃、東進してバリ島を目指した。
すなわち本海戦に参加したABDA艦隊の全艦艇は、オランダ海軍のカレル・ドールマン少将指揮下、オランダ軽巡洋艦3隻（デ・ロイテル、ジャワ、トロンプ）、駆逐艦7隻（オランダ駆逐艦〈ピート・ハイン〉、アメリカ駆逐艦〈ジョン・D・フォード、ポープ、スチュワート、パロット、ジョン・D・エドワーズ、ピルスバリー〉）であった。

## 海戦

### 第一次合戦

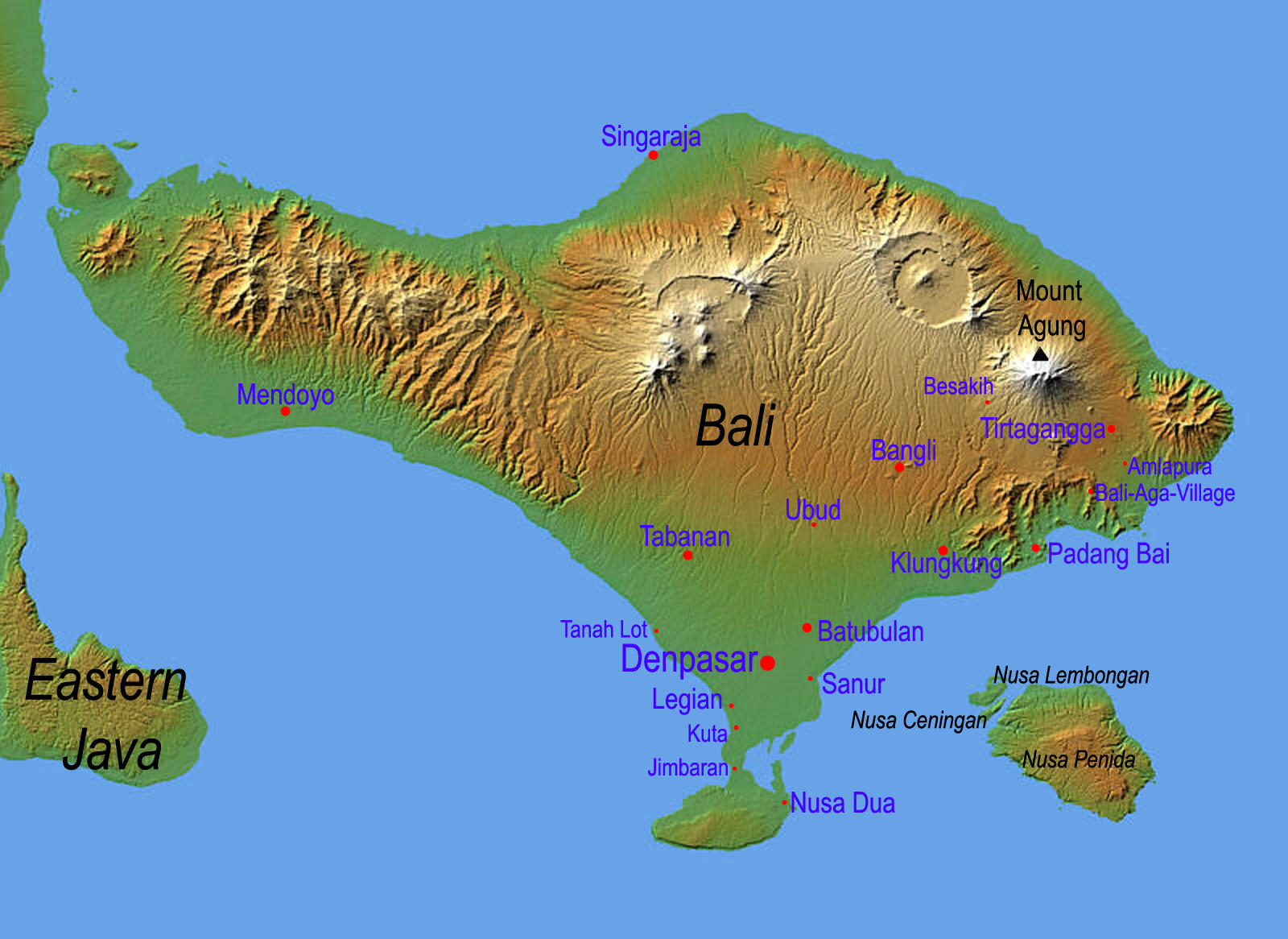
バリ島の地図。南部に海戦の舞台となったサヌール（Sanul）がある。

2月19日（月齢4、曇天暗夜、視界8km）23時50分、笹子丸の舟艇揚収は終わり、3隻（大潮、朝潮、笹子丸）はバリ島サヌール泊地を出港しようとしていた。
23時53分、朝潮は南方約6kmに接近してくる『ジャバ型巡洋艦2隻』を発見した。
この時、泊地に突入してきたのは軽巡2隻（デ・ロイテル、ジャバ）、駆逐艦3隻（蘭国〈ピート・ハイン〉、米国〈ジョン・D・フォード、ポープ〉）の計5隻である。軽巡2隻と駆逐艦3隻の間は距離があった。
2月20日0000頃、軽巡2隻（デ・ロイテル、ジャバ）が朝潮に対し砲撃および照明弾を発射、朝潮も応戦して距離2000m同航戦となったが、出航直後で速度が上がらず、砲戦開始まもなく敵艦を見失った。被害は探照灯に弾片があたったのみで、朝潮は『我敵「ジャバ」型ト交戦中「ロンボック海峡」』と報告した。蘭巡洋艦2隻（デ・ロイテル、ジャバ）は再攻撃することなく、泊地北方へ去った。
先に出航していた大潮（第8駆逐隊司令駆逐艦）は朝潮の前方2-3kmにおり、砲戦を見て航進を開始したが接敵しなかった。すると南の煙幕の切れ目に駆逐艦1隻（ピート・ハイン）の北上を確認し、南へ向かった。朝潮も南へ向かっており、20日0011に同航する駆逐艦1隻（ピート・ハイン）を発見し1500mで射撃を開始、距離1000mで魚雷を発射し0016に撃沈を報告した。しかし、ピート・ハインは大破しながらも沈んでおらず、低速で動いていた。つづいて8駆1小隊（大潮、朝潮）はそれぞれ南下、右舷2000mに同航する駆逐艦2隻（フォード、ポープ）を発見して砲撃を開始するが、米駆逐艦2隻は煙幕を展開して逃走した。2隻（大潮、朝潮）は敵艦が北方へ逃げたと判断して反転北上、0042に合同して単縦陣を形成した。
20日0045、8駆1小隊（大潮、朝潮）は左前方3500mに駆逐艦2隻（実はピート・ハイン1隻）を発見して砲撃を開始、0047に1隻火災発生沈没、もう1隻にも火災を発生させたと報告。ピート・ハインは炎上しながらも反撃を行ったが、最終的に撃沈された。2隻（大潮、朝潮）は砲撃を続けながら北上と南下を繰り返し、1時10分に敵艦が姿を消したのを確認した。0140、阿部司令は『敵「ジャバ」型2隻ハ「ロンボック」海峡ヲ北方ニ遁走セリ　後ニ残レル駆逐艦三隻ハ二隻撃沈一隻大破我被害ナシ　〇一四〇』と報告する。ピート・ハイン1隻撃沈に対し『駆逐艦2隻撃沈、1隻大破』と誤認した原因は、海面に広がった燃料の火焔を、炎上敵艦と錯覚した為と思われる。第一次合戦が終了した後、8駆1小隊（大潮、朝潮）は泊地を哨戒した。
支援隊（第一根拠地隊司令官久保少将）が座乗する軽巡長良は2月19日午前8時にマカッサルを出発、第21駆逐隊（若葉、子日、初霜）と合同後、夕刻にはロンボック海峡の北80浬にいた。第8駆逐隊第1小隊からの戦闘報告を受けて南下を開始するが、同時にマカッサル帰投中の第8駆逐隊第2小隊（満潮、荒潮）に同第1小隊（大潮、朝潮）の支援を、相模丸は単艦でのマカッサル回航を命じた。8駆2小隊（荒潮、満潮）は反転して第1小隊との合流を急いだ。

### 第二次合戦、第三次合戦、第四次合戦
20日午前3時前、蘭巡洋艦1隻・米駆逐艦4隻がサヌール泊地に突入してバリ島沖海戦第二次合戦がはじまる。連合軍艦隊は、米駆逐艦4隻（スチュワート、パロット、エドワーズ、ピルスベリー）が単縦陣で先行し、その後方8000mにトロンプが続いた。0306、連合軍艦隊は一斉に魚雷を発射するが命中せず、最後尾のピルスベリーがエドワーズを見失い、単艦でレンボンガン島北方へ移動を開始した。
0310、第8駆逐隊第1小隊（大潮、朝潮）は東にむけて航行中、南方から北上する巡洋艦2隻駆逐艦1隻（実際は米駆逐艦3隻）を右舷に発見、0315距離3200mで砲雷戦を開始、0323爆発音を確認して魚雷命中と判断した（実際には命中せず）。しかし魚雷を発射するため右に転舵（一時的に南下）した結果、敵艦隊を左舷側に見る格好となり、バリ島の山影に見失った。この時、トロンプも右後方を進む8駆1小隊に気付いていなかった。
阿部司令は『我「ジャバ」型巡洋艦二隻ト激戦中「サヌル」沖　〇三一五』と報告した。米駆逐艦隊ではスチュワートが砲撃を受け舵故障を起こし、隊形が乱れた駆逐隊は北方への脱出を開始した。
連合軍艦隊を追撃してバダン海峡を東に航行していた第8駆逐隊第1小隊（大潮、朝潮）は0341にレンボンガン島北岸沖で左前方3200mにトロンプ型軽巡洋艦を発見、距離3000mで砲雷撃戦になった（第三次合戦）。被弾したトロンプは射撃指揮装置と探照灯の故障を起こしたが、反撃して0346に大潮の二番砲塔給薬室に命中弾を与えた。8駆1小隊（大潮、朝潮）は左砲戦、トロンプは右砲戦で双方が撃ち合う中、トロンプは突如左舷からも砲撃を受ける。これは戦闘発生を知り長良の下令に従ってバリ島へ戻ってきた第8駆逐隊第2小隊（満潮、荒潮）の攻撃で、2隻は0340ころバダン海峡東口に到達し、砲戦を確認して西進してきたのである（第四次合戦）。
ところが8駆2小隊（満潮、荒潮）の右舷側には米駆逐艦3隻（エドワーズ、パロット、スチュワート）が東進中であり、さらにトロンプのそばにピルスベリーが迷い込んでいた。海峡南側を東進するトロンプ、ピルスベリーと海峡北側を東進する米側3隻（エドワーズ、パロット、スチュワート）の間に自ら突入した日本側2隻（満潮、荒潮）は挟撃される格好となり、0347に距離3500mで砲撃戦となった。満潮は戦闘開始2分で敵艦1隻の轟沈を確認（錯覚）したが、同艦の機関室にも命中弾があって航行不能、機関長以下64名の死傷者を出した。
満潮は漂流しながらも『このまま漂流しつつ哨戒にあたる』と発信、その士気は衰えていなかったという。
満潮に後続していた荒潮は左舷に巡洋艦2隻（駆逐艦ピルスベリーと巡洋艦トロンプ）を認め、反航戦となったが、双方とも決定的打撃はなかった。この時、荒潮は左舷のトロンプに命中弾を与え左舷探照灯を破壊している。ピルスベリーは1-2斉射を行ったのみで避退した。パロットは砲撃せず東へ避退、0350にラプアン湾沖で座礁したが自力で脱出した。
以上の戦闘で連合軍艦隊はすべて戦場を離脱し、海戦は終了した。第8駆逐隊はオランダ士官1名、下士官兵9名を収容し、第一次海戦兵力は蘭巡洋艦2、米駆逐艦2、蘭駆逐艦1であることを知った。
弾薬の消費量は、大潮が12.7cm主砲217発（約36斉射）、朝潮が主砲310発（約52斉射）、満潮が主砲62発（約10斉射）、荒潮が73発（約12斉射）と記録されている。
オランダ魚雷艇は「TM4」、「TM5」、「TM8」、「TM9」、「TM10」、「TM11」、「TM13」、「TM15」が出撃したが、攻撃を行うことはできずに終わった。

### 第8駆逐隊の撤収と第二次輸送作戦
2月20日午前3時、蘭印部隊主隊（第三艦隊、高橋中将）の3隻（重巡洋艦〈足柄〉、駆逐艦〈江風、山風〉）は急報を受けてバリクパパンを出発して南下したが、戦闘には間に合わなかった。
同日午前6時、第一根拠地部隊指揮官久保少将率いる4隻（長良、若葉、子日、初霜）はバリ島の戦場に到着、2隻（長良、初霜）がロンボック海峡北口を警戒し、残る艦で満潮の救援を行う。午前10時、荒潮は満潮を曳航して退避を開始するが、空襲により回避行動をとったところ曳索が切れ、さらに満潮は至近弾で浸水してしまう。
また大潮も至近弾による浸水で最大発揮速力10ノットとなり、阿部司令は朝潮に移乗した。各艦は第一群（朝潮、荒潮、満潮、子日）、第二群（若葉、大潮）、第三群（長良、初霜）にわかれ、北上を開始した。第一群は夕刻までにのべ26機の空襲を受けたが被害はなく、22日0130マカッサルへ到着した。第二群・第三群および輸送船2隻（相模丸、笹子丸）は一足先にマカッサルへ帰投した。午後、蘭印部隊指揮官高橋中将は第8駆逐隊を主隊に編入、マカッサル待機を下令した。
2月22日、バリ島に陸上攻撃機が進出し、同島航空戦力は戦闘機32、陸上偵察機4、陸攻11となる。2月23日18時、第二輸送作戦部隊（主隊〈長良、朝潮、荒潮〉）、梯団（第21駆逐隊〈若葉、子日、初霜〉、輸送船〈洛東丸、興津丸、臺東丸、とよさか丸、第三日の丸〉、第2駆潜隊〈第1号、第21号駆潜艇〉）、支援隊（筑紫）はマカッサルを出撃した。蘭印部隊主隊（足柄、江風、山風）はスターリング湾を出発し、これを支援した。
24日1700、航空機より「敵巡洋艦1、駆逐艦3、スラバヤ北方60浬」との情報を得た久保司令官は、連合軍がバリ島方面に脱出するかバリ島飛行場を砲撃すると判断し、各艦（長良、朝潮、荒潮、若葉、子日、初霜）を率いて敵艦隊を求めたが、接敵しなかった。25日0800、第二次輸送部隊は泊地に到着、連合軍の妨害を排除して揚陸に成功した。3月5日、第一根拠地隊のバリ作戦は終了した。

## 結果
巡洋艦3隻・駆逐艦7隻を擁する連合軍は戦力的にかなり優勢であったが、多国籍艦隊のため連携がうまくいかず、日本軍の駆逐艦4隻に撃退されてオランダ軍駆逐艦1隻を喪失（他に巡洋艦1隻、駆逐艦1隻損傷）、攻撃は失敗に終わった。チェスター・ニミッツ太平洋艦隊司令長官は『兵力を集結しなかったために、この利点(数的優勢)は無価値に等しかった』と評価している。海戦の勝利とバリ島飛行場の占領により、日本軍はジャワ攻略のための有力基地を手に入れた。
宇垣纏連合艦隊参謀長は『バンダ海峡における第八驅逐隊の海戦振りは誠に見事なり。蘭巡洋艦二、蘭米驅逐艦三撃沈其の他二に大損害を與へたり。之をバンダ海峡夜戦と銘打つて世に問ふべきなり。一驅逐隊を以て誠に立派なる夜戦なり。司令は阿部弘毅少将の弟なりと云ふ』と第8駆逐隊を賞賛した。
ただし、第8駆逐隊の戦果報告は過大であった。2月27日午前11時50分の大本営発表では、連合軍駆逐艦4隻（米2隻、蘭2隻）撃沈、巡洋艦2隻・駆逐艦1隻大破となっている。
なお『大東亞戰開戦以来最初の水雷戦隊に依る海戦』という宣伝もなされたが、水雷戦隊同士が戦った最初の海戦は1月24日のバリクパパン沖海戦（第四水雷戦隊の敗北）である。
この後にも、連合軍艦隊と日本軍船団が交戦するという類似の状況のスラバヤ沖海戦とバタビヤ沖海戦が発生し、連合国軍艦隊は壊滅する。
日本艦隊には報道班員が乗艦しており、のちに作戦に参加した艦長や乗組員を集めて座談会が開かれた
同年12月8日、連合艦隊司令長官山本五十六大将は、バリ島沖海戦における第8駆逐隊の勇戦と、大破した満潮の曳航及び帰投について感状を授与した。
本海戦に参加したアメリカ海軍駆逐艦スチュワート (USS Stewart, DD-224) は、ジャワ島のスラバヤにて損傷個所を修理することになった。だが日本軍のジャワ島攻略にともない、連合軍により自沈処理された。日本軍はスチュワートを鹵獲すると引き揚げて修理をおこない、1943年（昭和18年）6月15日附で第百二号哨戒艇と改名、日本海軍に編入した。この時点で、バリ島沖海戦に参加した第8駆逐隊の朝潮型4隻（朝潮、大潮、満潮、荒潮）のうち、残存していたのは満潮（昭和17年11月13日、第三次ソロモン海戦時の空襲で大破損傷中）だけだった。

### 注
1. ↑  バリ島海戰[3]二月十九日深夜、二十日拂暁にかけて行はれたバリ島沖、ロンボツク水道の夜戰〔バリ島沖海戰〕は、エンダウ沖海戰と共にわが海軍が、日清日露の兩戰役に於ける各夜戰以來、得意の夜戰にその傳統を誇る純粹に驅逐艦の活躍であつた。特にこの海戰に於ては、我驅逐艦二隻が、巡洋艦二隻、驅逐艦五隻よりなる有力な米蘭聯合艦隊を相手とし、旺盛なる攻撃精神の下、優秀なる術力を發揮してこれを撃滅したといふ、海戰史に前例を見ぬ水雷戰隊としての一大戰果をあげてゐるのである。
2. ↑  ○感状[5]〔 第八驅逐隊　昭和十七年二月十九日「バリ」島急襲攻略作戰ニ際シ同日夜半「ロンボク」海峡ニ於テ我ガ上陸ヲ阻止セントシテ來襲セル敵巡洋艦二隻及驅逐艦五隻以上ト遭遇スルヤ寡勢克ク勇戰忽チ敵驅逐艦四隻ヲ撃沈シ同巡洋艦二隻及驅逐艦一隻ヲ撃破遁走セシメタルノミナラズ爾后此ノ戰闘ニ於テ損傷ヲ受ケタル僚艦ヲ曳航翌晝間ニ於ケル敵機ノ猛爆ヲ冒シテ之ヲ味方泊地ニ移シ遂ニ救出ノ目的ヲ達シタルハ此ノ武勲顕著ナリト認ム　仍テ茲ニ感状ヲ授與ス　昭和十七年十二月八日　聯合艦隊司令長官　山本五十六 〕
3. ↑  〔 二月二十日午前零時わが驅逐艦二隻はジャバ島東方バリ島の東方ロンボク水道で敵巡洋艦二隻、驅逐艦五隻よりなる米蘭聯合艦隊に遭遇するや直ちに果敢なる攻撃に出で、戰闘十分間にして驅逐艦四隻を撃沈、同一隻を大破せしめ、さらに逃走を企てた巡洋艦二隻を急追すること三時間、分離行動中の他のわが驅逐艦二隻も急遽南下し共に攻撃を加へて二隻とも大破せしめた。わが方は驅逐艦一隻が損害を受けたが戰闘、航海には差支へない程度のものであつた。本海戰は話にならぬほど格段に優勢な敵艦隊に對し敢然挑戰し多大の損害を與へ、平素夜間猛訓練を重ねたわが輕艦隊の眞面目を發揮したもので、索敵撃滅のわが海軍傳統の攻撃精神を如實に示したものである。〕[7]（戦果は誤認）
4. ↑  魚雷艇部隊は戦場に到着できず、海戦には参加していない。
5. ↑  同隊には駆逐艦「コルテノール」も含まれていたが、同艦は出撃時に座礁した[33]。
6. ↑  〔 この時傷ついた駆逐艦は次の報告を行った。『我れ単艦にて哨戒す』　恰もロンボク水道の真中であった。敵米、英、蘭連合艦隊が、豪州へ落ちんつれば、必らず通過しなければならぬ海上の関所である。『我れ哨戒す』　動けなくなった駆逐艦は、この水道で哨戒しながら動けぬながらも砲戦によって敵を撃滅せんとしたのである。〕[48]。
7. ↑  〔 敵の損害　撃沈　驅逐艦四(蘭国三、米国一)｜大破　巡洋艦二(デロイテル・ジャバ)　駆逐艦一(米)｜我方の損害　損傷　驅逐艦一隻　註　二月二十一日同二十七日の大本営発表(二月十五日海軍省公表)による。[58] 〕、〔 二月二十日●我驅逐隊はバリ島ロンボク水道で驅逐艦四隻撃沈、巡洋艦二隻、驅逐艦一隻大破 [59] 〕
8. ↑  〔 以上の戦闘半ばに○○輸送の護衛に當ってゐた僚艦二隻の駆逐艦も、来援して、結局敵駆逐艦四隻撃沈、二巡洋艦一駆逐艦を大破せしめた大戦果をあげ、我が駆逐艦一隻は損傷したが、戦闘航海に支障なき程度のものだった。この海戦は大東亞戦開戦以来最初の水雷戦隊に依る海戦であり、帝国海軍伝統的誇りである夜襲戦の真髄を発揮したものであった。[60] 〕
9. ↑  〔 清水　僕はその黙々としてやるといふ気持は、潜水艦なり駆逐艦は徹底してると思ふんです。艦長を中心にして、ピラミツド型に団結してゐるわけですね。例のバリ島沖の海戦で、こっちの駆逐艦が1隻傷ついたのです。後で艦長以下全員に集まって貰って座談會を開いたんですが、負傷者がドンドン出る、電流が切れてしまって艦内はまっ暗です。その時、甲板を「艦長は御無事だぞ！」と叫んで歩く聲がする。その聲を聴いて私は涙で出た。…それが今度は下に行って、艦内を隈なく廻って、さう皆に知らせて行く。それを着てみんなは非常に元気づいたといふのです。これなども、艦長を中心とする団結の非常に高い精神の発露だと感激しました。[61] 〕